# Whitney (police de caractères)
Pour les articles homonymes, voir Whitney.
Whitney est une police de caractères sans empattements dessinée par Tobias Frere-Jones pour Hoefler & Frere-Jones (en). Elle est au départ destinée à la communication institutionnelle du Whitney Museum of American Art de New York, d’où son nom.